# Ньюман, Макс
Максвелл Герман Александр Ньюман (англ. Max Newman, 7 февраля 1897 — 22 февраля 1984) — английский математик, криптоаналитик, член Лондонского королевского общества (1939).
Его заданием во время Второй мировой войны было строительство Colossus — первого оперативного электронного компьютера.
Он также принимал активное участие во взломе немецких шифров в Блетчли-парке.
В 1948 году он вместе со своими коллегами в Университете Манчестера создал Манчестерскую малую экспериментальную машину.

## Ранние годы и обучение
Макс Ньюман родился 7 февраля 1897 года в Челси, Лондон.
Его отец — Герман Александр (родился в Бромберге, ныне Быдгощ) со своей семьей переехал в Лондон, когда ему было 15 лет.
Герман работал секретарём и женился в 1896 году на Саре Энн, учительнице.
Семья переехала в Далидж в 1903 году, и Ньюман учился в школе Гудрич-Роуд, затем Школе Лондонского Сити с 1908.
В школе он был отличником по древним языкам и математике, хорошо играл в шахматы и на пианино.
Ньюман выиграл стипендию, чтобы изучить математику в колледже Св. Иоанна в Кембридже в 1915 году, и в 1916 получил Cambridge Mathematical Tripos.

## Первая мировая война
Его обучение было отложено на время Первой мировой войны.
Его отец был интернирован как вражеский иностранец после начала войны в 1914, и, после его освобождения, он возвратился в Германию.
В 1916 Ньюман поменял своё имя на английском языке «Ньюман», и Сара сделала аналогично в 1920.
В январе 1917 Ньюман занял обучающую должность в Archbishop Holgate’s School в Йорке, уезжал в апреле 1918.
Он провел несколько месяцев в Royal Army Pay Corps, и затем преподавал в школе Chigwell в течение шести месяцев в 1919 прежде, чем возвратиться в Кембридж.
Был призван на военную службу в феврале 1918, но отказался из-за его верований и оригинального гражданства его отца, и таким образом избежал прямого участия в войне.
Он возобновил свои прерванное обучение в октябре 1919, и получил высшее образование в 1921 как Wrangler (University of Cambridge) (эквивалент первому) во Второй части Математического Трайпоса и приобрёл известность в Графике B (эквивалент Части III).
В своей диссертации он рассматривал использование символических машин в физике, что предопределило его поздний интерес к компьютерам.

## Начало карьеры
5 ноября 1923 он был избран научным сотрудником Ст. Иоанна. Публикация более чем двадцати статей установили его репутацию эксперта в современной топологии.
Наиболее известна его теорема о периодических гомеоморфизмах. Также опубликовал работы по математической логике и решил частный случай пятой проблемы Гильберта.
Был назначен лектором в математике в Кембридже в 1927, где его 1935 лекций по основаниям математики и Теоремы Гёделя вдохновили Алана Тьюринга предпринимать свою новаторскую работу на проблему разрешения использования гипотетического компьютера.
Весной 1936, Ньюман прочитал работу Тьюринга о вычислимых числах. Он понял важность статьи и помог с публикацией. Ньюман впоследствии помог Тьюрингу посетить Принстонский университет, где Алонзо Чёрч работал над той же самой проблемой, но использовал его Лямбда-исчисление.
В это время Ньюман начал разделять идею Тьюринга о строительстве компьютера.
В это время в Кембридже он дружил с Патриком Блэкеттом, Генри Уайтхедом и Лайонелом Пенроузом.
В сентябре 1937 Ньюман и его семья приняли приглашение на шесть месяцев в Принстон. В Принстоне он работал над Гипотезой Пуанкаре и, в его заключительные недели там, представил доказательство. Однако в июле 1938, после того, как он возвратился в Кембридж, Ньюман обнаружил ошибку в доказательстве.
В 1939 Ньюман был избран членом Королевского общества.

## Вторая мировая война
В декабре 1934 он женился на Лин Ллойд Ирвин, писателе, с Патриком Блэкеттом как шафер.
У них было два сына, Эдвард (родившийся 1935) и Уильям (родившийся 1939).
Великобритания объявила войну Германии 3 сентября 1939.
Отец Ньюмана был евреем, который представил особый интерес перед лицом Нацистской Германии, и Лин, Эдвард и Уильям были эвакуированы в Америку в июле 1940 (где они провели три года прежде, чем возвратиться в Англию в октябре 1943).
После Освальда Веблена — утверждающего, что каждый здоровый человек должен носить оружие или гранату и боролся за его страну — отклоненные шаги, чтобы принести ему в Принстон, Ньюман остался в Кембридже и при первом длительном исследовании и чтении лекций.

### Центр правительственной связи
Весной 1942 он рассматривал участие в военной работе.
Он провел расследования.
После того, как Патрик Блэкетт рекомендовал его директору Военно-морской Разведки, Ньюман был выведан Фрэнком Эдкоком в связи с Центром правительственной связи в Блетчли-парке.
Ньюман был осторожен, затронут, чтобы гарантировать, что работа будет достаточно интересна и полезна, и была также возможность, что немецкая национальность его отца исключит любое участие в сверхсекретной работе.
Потенциальные вопросы были решены к лету, и он согласился достигнуть Блетчли-парк 31 августа 1942.
Ньюман был приглашён Ф. Л. (Питером) Лукасом работать над «Энигмой», но решил присоединиться к группе Тилтмана, работающей над машиной «Лоренц».

### Танни
Его назначили на Секцию Исследования, и он принялся за работу над взломом немецкого телетайпного шифра, известного в Блетчли-парке как «Танни» (tunny с англ. — «тунец»).
Он присоединился к «Testery» в октябре.
Ньюман наслаждался компанией, но не любил работу и нашел, что это не подходило для его талантов.
Он убедил своих начальников, что метод Татта мог быть механизирован, и ему поручили разработать подходящую машину в декабре 1942.
Вскоре после этого Эдвард Трэвис (тогда руководитель Блечлей-парка) попросил, чтобы Ньюман привел исследование механизированной дешифровальной машины.

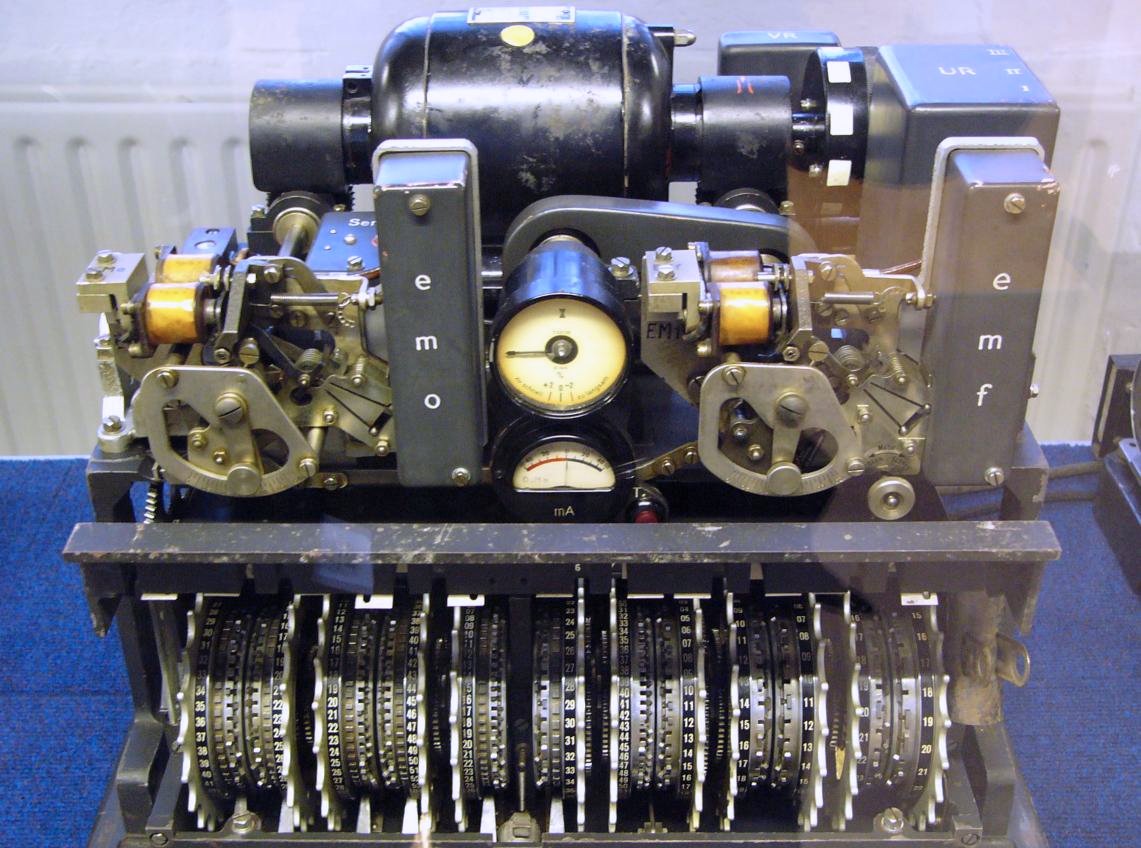
Машина «Лоренц» без кожуха

«Лоренц» (Lorenz-Chiffre, Schlüsselzusatz; Lorenz SZ 40 и SZ 42) — шифровальная машина, использовавшаяся во время Второй мировой войны для передачи информации по радиотелетайпу.
Она служила для коммуникации высокого уровня, где можно было применять сложное оборудование, обслуживаемое специальным персоналом.
С точки зрения криптографии, машина передавала поточный шифр.
Для расшифровки кода Lorenz было создано несколько машин.
Первой была установка, прозванная «Хит Робинсон» (по имени героя комиксов, строившего замысловатые устройства).
Машина имела скоростной ввод с перфолент и электронные логические схемы.
Её назначением было вычисление положения дисков «Лоренца».
В дальнейшем для этой цели под руководством Т. Флауэрса (Thomas Flowers) был разработан «Колосс» — одна из первых в мире ЭВМ.
«Колосс» был одновременно более быстрым и надежным, чем «Хит Робинсон», что позволило оперативно вычислять настройки дисков «Лоренца».
Третья машина, «Танни Эмулятор», была предназначена для эмулирования работы машины «Лоренц» в целом.
Она была построена группой Тилтмана, путём обратной разработки.
После этого появилась возможность оперативной расшифровки сообщений, закодированных с помощью «Лоренца».

### Хит Робинсон
Строительство началось в январе 1943, и первый прототип был поставлен в июне того же года.
Это управлялось в новой секции Ньюмана, назвало «Newmanry», было размещено первоначально в Хижине 11 и первоначально укомплектовано им, Дональдом Мичи, двумя инженерами, и 16 женщин из Женского королевского военно-морского обслуживания.
Женщины назвали машину «Хитом Робинсоном» после мультипликатора того же самого имени, который потянул юмористические рисунки абсурдных механических устройств.
Хит Робинсон был машиной, используемой британскими дешифровщиками в правительственной Школе Кодекса и Шифра (GC&CS) в Парке Блечлей во время Второй мировой войны в криптоанализе шифра Лоренца.
Это достигло декодирования сообщений в немецком радиотелетайпном шифре, произведенном Лоренцем SZ40/42 действующая машина шифра.
И шифр, и машины назвали «Тунцом» дешифровщики, которые назвали различные виды шифрованного немецкого радиотрафика в честь рыбы.
Это было, главным образом, электромеханической машиной, содержа не больше, чем несколько дюжин клапанов (электронные лампы), и было предшественником к электронному компьютеру Колосса.
Это было дублировано «Хит Робинсон» Крапивниками, которые управляли им после мультипликатора Уильяма Хита Робинсона, который потянул очень сложные механические устройства для простых задач, подобных Рьюбу Голдбергу в США.
Функциональная спецификация машины была произведена Максом Ньюманом.
Главное инженерное проектирование было работой Франка Моррелла на Научно-исследовательской станции Почтового отделения в Холме Dollis в Северном Лондоне с его коллегой Томми Флауэрсом, проектирующим «Объединяющуюся Единицу».
Доктор К. Э. Уинн-Уильямс от Телекоммуникационной Научно-исследовательской организации в Малверне произвел быстродействующие электронные прилавки клапана и реле.
Строительство началось в январе 1943 года, машина прототипа была поставлена в Блетчей-парке в июне и сначала использовалась, чтобы помочь читать текущий зашифрованный трафик.

### Колосс (компьютер)
Машины Робинсона были ограничены в скорости и надежности.
Томми Флауэрс из Научно-исследовательской станции Почтового отделения имел опыт термоэлектронных клапанов и построил электронную машину, компьютер Колосса.
Это было большим успехом, и они использовались к концу войны.

## Вклад в науку
- Макс Ньюман доказал, что любое непрерывное действие конечной группы на связном многообразии, которое имеет открытое множество фиксированных точек, является тривиальным.
  - Этот результат использовал позже Дин Монтгомери при доказательстве того, что любое действие на многообразии с конечными орбитами конечно.